# Sokbeest

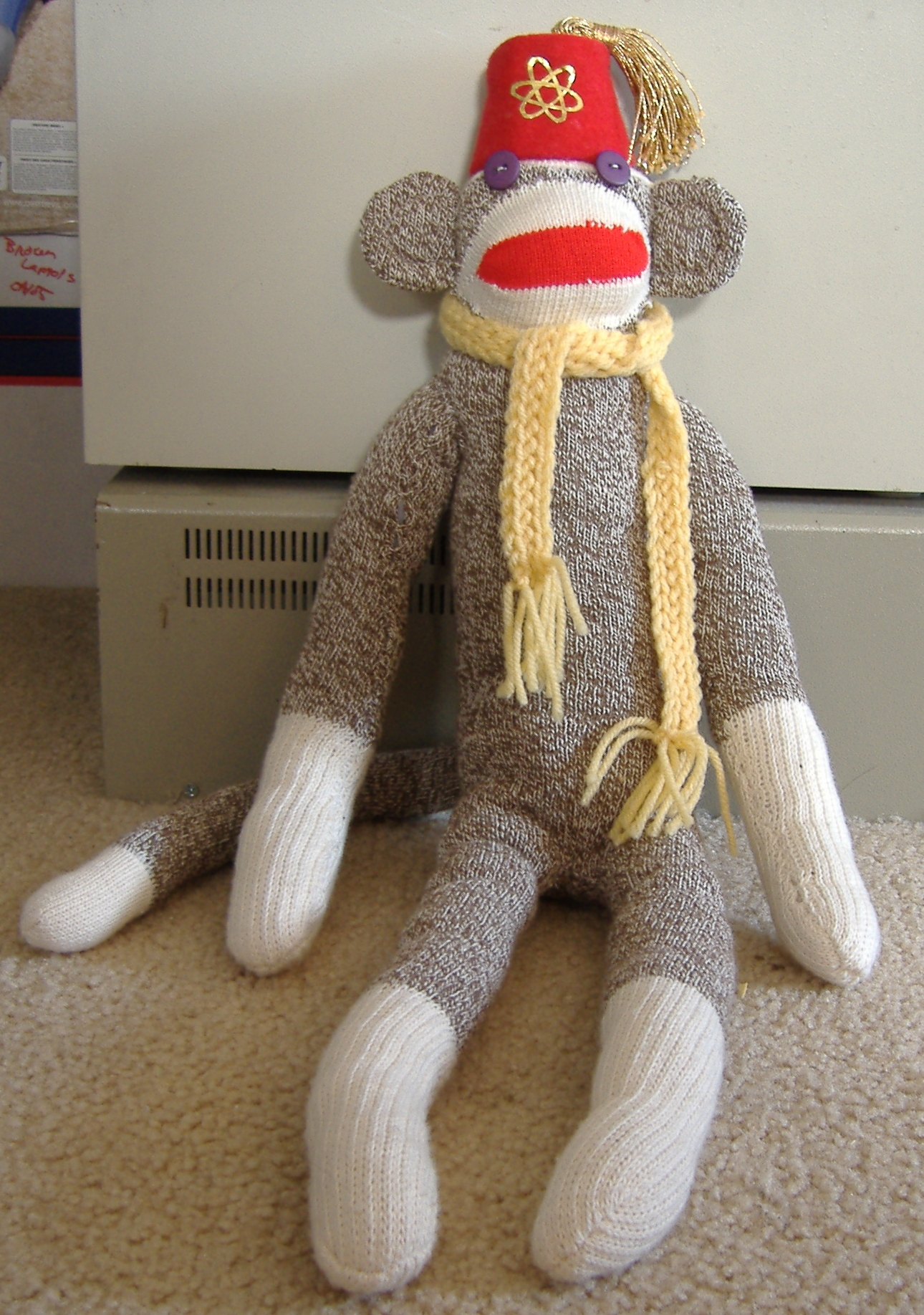
Een sokbeest

Een sokbeest (ook wel sokaap of sock monkey genoemd) is een speelgoedbeest gemaakt van sokken. Sokbeesten fungeren in de cultuur van Noord-Amerika als symbool van vernuftigheid.

## Geschiedenis
Sokbeesten ontstonden in de jaren 10 tot 20 van de 20e eeuw uit poppen gemaakt van afgedankte sokken en kousen. Vooral in de Verenigde Staten waren sokbeesten een onderdeel van vrijwel iedere speelgoedcollectie.
De eerste sokbeesten werden gevuld met oude lompen of gedroogd graan. Tegenwoordig worden hiervoor synthetische vulmiddelen gebruikt. Verder is er weinig veranderd aan het sokbeest.